# Ferdinand von Arnim
Ferdinand von Arnim (15 de septiembre de 1814 - 23 de marzo de 1866) fue un arquitecto alemán y pintor de acuarelas. Fue un estudiante de Karl Friedrich Schinkel y Ludwig Persius que principalmente trabajó en Berlín y Potsdam.
Arnim nació en Treptow an der Rega y estudió arquitectura en Berlín en la escuela de arquitectura del Rey entre 1833 y 1838. Se convirtió en miembro de la Asociación de Arquitectos de Berlín en 1839. Desde 1840 trabajó como capataz a las órdenes de Ludwig Persius; en 1844 hacía las funciones de inspector de obra y en 1845 abrió su propio despacho, con clientela aristocrática. Estuvo empleado como profesor desde 1846, y desde 1857 como un Profesor de la academia de arquitectura de Berlín. Entre 1855 y 1863 el Príncipe Pückler-Muskau lo contrató para sus trabajos en Branitz. En 1862 ascendió a consejero en arquitectura de corte en el departamento en Potsdam de Ludwig Ferdinand Hesse (1795-1876). Aparte de estos hechos, trabajó como un arquitecto del Príncipe Federico Carlos de Prusia.
Arnim murió en Berlín en 1866 y fue enterrado en la parte del cementerio de Potsdam-Bornstedt (cerca de la tumba de su mentor Ludwig Persius); en la cercanía fueron enterrados los miembros de la famosa familia Sello de jardineros de la corte.

## Obra

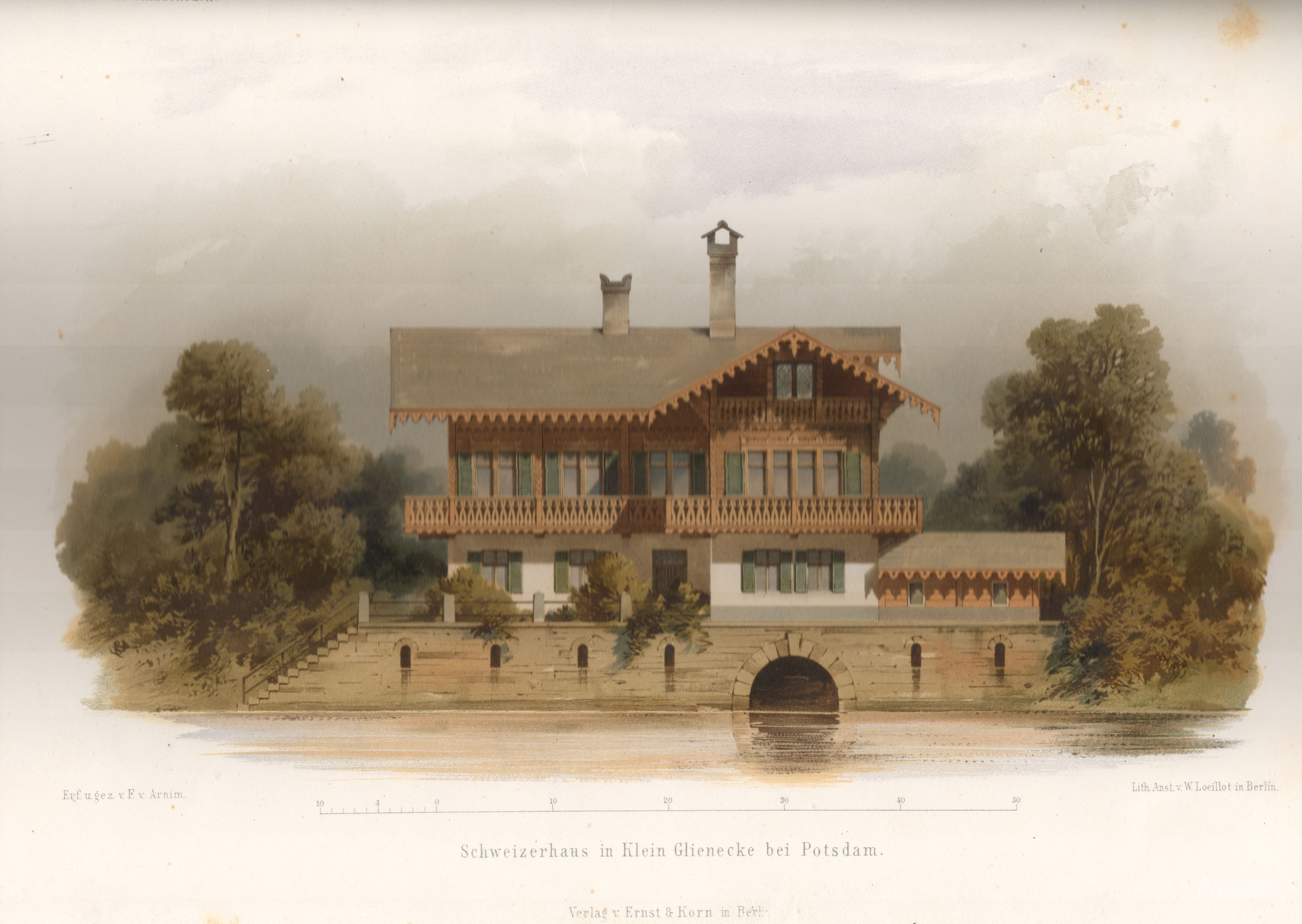
Casa suiza en Glienicke construida por Arnim.

- 1841-44, Tomó parte en la construcción de la Iglesia del Santo Salvador en Potsdam-Sacrow a las órdenes de Ludwig Persius
- 1845-48, La Iglesia de la Paz en Potsdam, conjuntamente con Ludwig Ferdinand Hesse siguiendo los planes de Ludwig Persius y Friedrich August Stüler
- 1846, Torre Norman en el Ruinenberg siguiendo los planes de Ludwig Persius
- 1848, Villa Clásica von Haacke (propiedad del mayor general von Haacke; en Potsdam, Jägerallee 1)
- 1850, Patio de la abadía (Klosterhof) en el Palacio de Glienicke (en Berlín-Wannsee)
- 1859/60, Villa Arnim de estilo clásico tardío en Potsdam (Weinbergstraße 20)
- 1860/61 Villa Arndt, Friedrich-Ebert-Str. 63, Potsdam (llevada a cabo por August Ernst Petzholtz)
- 1860, rediseño neogótico del palacio de Briest derer von Briest (en ese tiempo propiedad de la familia von Rochow) en Nennhausen en Rathenow
- 1860-61, Rediseño del pabellón de caza de Glienicke
- 1863/67, Casa suiza en Klein Glienicke (un exclusivo distrito residencial de Potsdam-Babelsberg, Wilhelm-Leuschner-Straße, Louis-Nathan-Allee y Waldmüllerstraße). Sobreviven cuatro de las diez construcciones originales.
- 1864-68, Iglesia neogótica en Kröchlendorff (Uckermark)